# Bedřichov (ort i Tjeckien, Södra Mähren)
Bedřichov är en ort i Tjeckien.   Den ligger i regionen Södra Mähren, i den östra delen av landet, 160 km öster om huvudstaden Prag. Bedřichov ligger 602 meter över havet och antalet invånare är 248.
Terrängen runt Bedřichov är huvudsakligen kuperad, men den allra närmaste omgivningen är platt. Bedřichov ligger uppe på en höjd. Runt Bedřichov är det ganska tätbefolkat, med 116 invånare per kvadratkilometer. Närmaste större samhälle är Blansko, 16,9 km sydost om Bedřichov. I omgivningarna runt Bedřichov växer i huvudsak blandskog.